# Parlamentswahlen in Kenia 1963
Die Parlamentswahlen in Kenia 1963 fanden am 18. und 26. Mai 1963 statt und waren die letzten Wahlen im noch britischen Kenia vor der Unabhängigkeit im selben Jahr. Gewählt wurden die Abgeordneten für das Repräsentantenhaus und den Senat. Die Kenya African National Union (KANU) unter der Führung des späteren langjährigen Präsidenten Jomo Kenyatta errang mit 83 von 124 Sitzen in der Nationalversammlung und 18 von 38 Sitzen im Senat eine  überwältigende Mehrheit der Stimmen und Sitze. Fünf Sitze in der Versammlung und drei im Senat blieben aufgrund von Grenzkonflikten mit Somalia unbesetzt.

## Ergebnisse

### Nationalversammlung
| Partei                         | Stimmen   | %     | Sitze | +/- |
| ------------------------------ | --------- | ----- | ----- | --- |
| Kenya African National Union   | 988.311   | 53,60 | 83    | +64 |
| Kenya African Democratic Union | 476.218   | 25,83 | 33    | +22 |
| Unabhängige                    | 218.311   | 11,84 | 0     | neu |
| African People’s Party         | 137.008   | 7,43  | 8     | neu |
| Baluhya Political Union        | 14.896    | 0,81  | 0     | neu |
| Coast People’s Party           | 9.135     | 0,50  | 0     | neu |
| Nicht vergebene Sitze          | —         | —     | 5     | —   |
| Total                          | 1.843.879 | 100   | 129   | +96 |
| Quelle: EISA                   |           |       |       |     |

### Senat
| Partei                         | Stimmen   | %     | Sitze |
| ------------------------------ | --------- | ----- | ----- |
| Kenya African National Union   | 1.028.906 | 59,18 | 18    |
| Kenya African Democratic Union | 474.933   | 27,32 | 16    |
| African People’s Party         | 147.039   | 8,46  | 2     |
| Unabhängige                    | 82.328    | 4,73  | 1     |
| Nyanza Province African Union  | 82.328    | 4,73  | 1     |
| Baluhya Political Union        | 5.520     | 0,32  | 0     |
| Ungültig / leere Stimmzettel   | 7.662     | —     | —     |
| Total                          | 1.746.388 | 100   | 38    |
| Quelle: EISA                   |           |       |       |